# La Hérie
La Hérie es una comuna francesa situada en el departamento de Aisne, de la región de Alta Francia.

## Geografía
Está ubicada a 11 km al noreste de Vervins.

## Demografía
| 200 | 176 | 179 | 192 | 168 | 164 | 154 | 151 |
| Para los censos de 1962 a 1999 la población legal corresponde a la población sin duplicidades (Fuente: INSEE [Consultar]) |     |     |     |     |     |     |     |